# Ormeaux
Ormeaux is een plaats in het Franse departement Seine-et-Marne in de gemeente Lumigny-Nesles-Ormeaux.

## Geschiedenis
Op 1 januari 1973 fuseerde de gemeente met Lumigny en Nesles in een fusion-association tot één gemeente. Dit hield in dat Ormeaux als commune associée nog enige mate van zelfstandigheid behield.
Lumigny · Nesles · Ormeaux